# Lindsdals IF
Lindsdals IF är en svensk idrottsförening belägen i Lindsdal strax utanför Kalmar i Småland, bildad 26 juli 1926.

## Fotbollsverksamhet
Föreningens damlag har historiskt sett varit det mest framgångsrika med spel i Sveriges högsta division under tre säsonger mellan 1982 och 1993. Den mest kända spelaren från sejouren där var den sedermera landslagsspelaren Cecilia Sandell. Damlaget spelar numera i div 2 (2025).
Herrlaget har under många år fört en undanskymd tillvaro, men spelade under flera säsonger på 2010-talet i division 2. Numera (2022) spelar man i division 3. Föreningen har fostrat allsvenska spelare såsom Erik Israelsson och Filip Sachpekidis. Den senare blev 2013 allsvenskans dittills yngsta målskytt genom tiderna när han 16 år gammal i sin debutmatch mot Syrianska gjorde matchens enda mål. Föreningens herrlag har en gång i tiden tränats av Bo Johansson.
Lindsdals IF:s hemmaplan för fotboll är från och med år 2010 Fjölebro IP som ligger i utkanten av Lindsdal.
Klubbens ungdomsverksamhet innefattar ett stort antal lag med ca 400 ungdomar aktiva i både pojk- och flicklag.